# Оливола (Беневенто)
Оливола (итал. Olivola) је насеље у Италији у округу Беневенто, региону Кампанија.
Према процени из 2011. у насељу је живело 22 становника. Насеље се налази на надморској висини од 197 м.